# La Familia del Barrio
La familia del barrio (no Brasil, Família do Zaralho) é uma série de sitcom mexicana de caráter adulto, criada por Teco Lebrija e Arturo Navarro, e exibida pela MTV de 5 de maio de 2013 a 16 de dezembro de 2018.
O primeiro episódio da série La Familia del Barrio foi publicado no YouTube em 31 de outubro de 2008. A série foi criada em 2004 por Teco Lebrija e a aceitação no YouTube permitiu a produção da primeira temporada na MTV em 2013.
Ao todo, a série conta com 94 episódios, divididos em 5 temporadas e um filme que estreou em 28 de junho de 2024 na plataforma de streaming Vix.

## Enredo
A série acompanha as aventuras de uma família disfuncional que mora em um prédio multifamiliar na Cidade do México e é composta principalmente por um jovem adulto sério e responsável, seu filho pré-adolescente de personalidade madura e consciente, seu melhor amigo caracterizado como mulherengo, desempregado e irresponsável, e seu bisavô paterno viciado em sexo e erotismo. É dirigido ao público maior de 18 anos e se caracteriza por satirizar a sociedade mexicana, a atualidade e a cultura com humor negro através das histórias e situações surreais que acontecem aos seus protagonistas.

## Produção
A série inteira é feita no Adobe Flash, mas desde 2004 os personagens tiveram designs diferentes até 2013, quando a animação foi redesenhada. A MTV deu a eles liberdade criativa e eles não censuraram nada de nenhum episódio.

## Personagens
Os protagonistas são uma família de cinco pessoas: Gaspar, seu filho Jonathan, o avô, o norueguês, e seu filho Olaf. A animação feita em 2D retrata uma família mexicana que mora em uma unidade habitacional e foca na vida dos protagonistas e de seus vizinhos; Peluzin, Pitipú, Don Sebas, El Pasita e La Señora Lameñongas.

### Principais
- Gaspar: Ele é o personagem principal da série. Ele tem barba pequena, cabelos pretos arrepiados, pintados com pontas vermelhas, e usa brincos, camisa de manga curta e short com tênis. Ele tem um filho chamado Jonathan, a quem ama e sempre tenta orientá-lo no caminho certo, mesmo que seu bisavô e o norueguês tentem o contrário.

- Jonathan: É o filho pré-adolescente de Gaspar e bisneto do abuelo. Ele é um dos personagens mais maduros de toda a série, embora às vezes seu avô e o norueguês o corrompam.

- Abuelo: É o avô e bisavô paterno de Gaspar e Jonathan respectivamente, a quem insulta e menospreza constantemente, como acontece com o norueguês, embora em algumas ocasiões tenha ficado claro que no fundo tem um grande carinho por eles, especialmente por Gaspar. Ele é frequentemente visto como viciado em sexo, indo até mesmo ao bordel Tenta-Culo.

- Noruego: É o melhor amigo de Gaspar e inquilino que mora com os moradores do bairro. Ele é bastante preguiçoso, pois se recusa a arrumar emprego e não contribui com nada para a casa, deixando Gaspar como o único ganha-pão da casa. O norueguês tem um filho, chamado Olaf. O abuelo o odeia por ser um "naco", embora às vezes eles tendam a se tornar amigos. Sabe-se que a mãe de Noruego era prostituta, que o abandonou em um orfanato quase depois de seu nascimento e seu pai foi supostamente morto por um trem.

- Olaf: Ele é filho do noruego, nascido de um caso que teve com uma prostituta (possivelmente do bordel que frequentam). Aparece pela primeira vez no episódio Servo do Amor da primeira temporada. Apesar da pouca idade, ele apresenta comportamentos maduros e adultos.

### Secundários
- Peluzin: Ele é vizinho da família protagonista, magro e alto, que mora no apartamento mais deplorável do Edifício Pino. Ele é um criminoso que esteve preso e depois foi libertado, mas continua cometendo delitos. Peluzin guarda os ossos da mãe em casa, pois quando foi enterrá-la o gerente disse que eram US$ 150 e era melhor ele trazer para ele. Ao longo da série ele colocou todos em apuros, desde agredir os personagens principais até fraudar todo o prédio. Seu nome verdadeiro é Kike Lambretón.

- Irma: Também conhecida como “a prostituta mais velha do país”, é dona do bordel Tenta-Culo, onde trabalha como garçonete e prostituta. É uma das personagens mais vulgares e está sempre fazendo investidas sexuais nas pessoas. Fisicamente, Irma é uma senhora idosa que não demonstra interesse pelas coisas que acontecem ao seu redor (além de sua constante luxúria e raiva às vezes) com cabelos brancos e dentes podres, além de seus chichis aguados como menciona Peluzin.

- Don Sebas: Ele é um curandeiro do prédio Pino, é um porto-riquenho que veio ao México em busca de uma vida melhor. Antes de ser bruxo, dedicou a vida a ser diretor de logística, mas era tão ruim no trabalho que o demitiram no terceiro dia, depois disso ganhou alguns quilos e agora mora no prédio. Ele não tem cabelo e segundo o norueguês deve usar desodorante. Ele tem um acentuado sotaque porto-riquenho e também é muito lascivo.

- Pasita: É um velho peculiar, muito gentil e de voz estridente que chama os personagens dizendo "O que aconteceu Chiquitú" com exceção do abuelo a quem diz "Chiquitín", já que Pasita também é padrasto do abuelo, por ser casado com seu mãe há dois meses, pois no mesmo dia do casamento a mãe do abuelo foi infiel a Pasita. É um homem longevo, com mais de 200 anos, que ama muito o avô (o que não é o caso do abuelo), embora às vezes seja muito estressante, senil, sufocante e insuportável, quando alguém vem falar com ele, ele começa a contar coisas de sua época e deixa todo mundo entediado.

- Pitipú: Pitipú é um homem de 40 anos, baixo e bastante religioso. Anteriormente, Pitipú era líder de uma gangue de bandidos na fronteira com os Estados Unidos. Mas em algum momento ele deixou aquela vida para “entregá-la a Deus”. Ele está tatuado em todo o corpo e é cinza.

- La señora Lameñongas: Ela é a dona do Edifício Pino e muito raramente quem se encarrega de cobrar o aluguel, é uma mulher pervertida que quer dormir com tudo que se mexe (principalmente com o abuelo) ela gosta de receber o aluguel com sexo . Sua principal característica é o enorme busto caído. Ele também morava no prédio, já que em determinado momento da série ele morre devido à idade avançada.

### Recorrentes
- Güero: É irmão gêmeo de Peluzin que se mostra tão criminoso e ainda pior que ele, já que não tem interesse na família protagonista.

- Pedrete: Ele é o rival do avô, que antes era seu melhor amigo. A rivalidade foi provocada pela conquista de uma mulher que se tornaria avó de Gaspar. Ele aparece apenas em um episódio, mas se torna um personagem de fundo.

- Canela: Ela é a robusta companheira de Irma no bordel, exibindo uma voz abafada. Ele está presente em alguns episódios, a maioria deles como personagem de fundo.

- Ortega: Ele é amigo de Jonathan. Ele é muito imaturo e infantil, fazendo com que todos se perguntem como ele e Jonathan podem ser amigos.

## Episódios
| Temporada | Temporada | Episódios | Exibição original      | Exibição original       |
| Temporada | Temporada | Episódios | Estreia da temporada   | Final da temporada      |
| --------- | --------- | --------- | ---------------------- | ----------------------- |
|           | 1         | 12        | 5 de maio de 2013      | 21 de julho de 2013     |
|           | 2         | 12        | 2 de março de 2015     | 17 de março de 2015     |
|           | 3         | 12        | 15 de novembro de 2015 | 23 de fevereiro de 2016 |
|           | 4         | 32        | 11 de outubro de 2016  | 1 de outubro de 2017    |
|           | 5         | 26        | 14 de janeiro de 2018  | 16 de dezembro de 2018  |

## Exibição no Brasil
No Brasil, a série estreou em 1 de outubro de 2013, através da MTV, sendo exibida apenas a primeira temporada, com dublagem de Felipe Xavier (criador do programa de rádio Chuchu Beleza). Atualmente, a série se encontra disponível nos serviços de streaming Paramount+ e Pluto TV.